# Elaphoglossum
Elaphoglossum is een groot geslacht met meer dan 650 soorten epifytische varens uit de niervarenfamilie (Dryopteridaceae). Ze komen voor in bijna alle subtropische en tropische gebieden, voornamelijk in Zuid-Amerika.

## Naamgeving en etymologie
- Synoniemen: Aconiopteris Presl (1836), Acrostichum Fée (1845), Acrostichum sect. Elaphoglossum Hook. (1864), Condyloneura Christ (1899), Craspedoglossa Christ (1899), Dictyoglossum J. Sm. (1846), Elaphoglossum Schott (1834), Elaphoglossum Schott ex J.Smith (1841), Gymnoglossa Christ (1899), Hymenodium Fée (1845), Microstaphyla C. Presl (1849-51), Nebroglossa Presl (1849-51), Olfersia Presl (1836), Oligolepidum Moore (1857), Pachyglossa Christ (1899), Platyglossa Christ (1899), Rhipidopteris Fée (1845), Rhipidopteris Schott (1834)

De botanische naam Elaphoglossum komt van het Oudgriekse ἔλαφος, elaphos (hert) en γλώσσα, glōssa (tong), naar de vorm van de bladeren.

## Kenmerken
Elaphoglossum-soorten zijn epifytische, zelden terrestrische varens met een stevige doch slanke, kruipende of rechtstaande wortelstok voorzien van oranje tot zwarte, getande schubben.
De bladen zijn tot 60 cm lang, ongedeeld, rechtopstaand of afhangend. De bladsteel is lang of kort, en meestal geschubd. De bladschijf is lijnvormig, langwerpig ovaal tot eirond, met een duidelijke middennerf en glad of ruw behaard. De basis is afgerond en vaak donkerder gekleurd, de top stomp of toegespitst.
De onderkant van de bladen is praktisch volledig bedekt met een viltige laag van ronde sporenhoopjes zonder dekvliesjes.

## Beschreven soorten
De volgende soorten worden beschreven op Wikipedia:
- Geslacht: Elaphoglossum
  - Soort: Elaphoglossum semicylindricum

Onderfamilie Dryopteridoideae

Geslachten: Acrophorus · Acrorumohra · Arachniodes · Ctenitis · Cyrtogonellum · Cyrtomidictyum · Cyrtomium · Diacalpe · Dryopolystichum · Dryopsis · Dryopteris (Niervaren) · Leptorumohra · Lithostegia · Peranema · Phanerophlebia · Polystichopsis · Polystichum (Naaldvaren)

Onderfamilie Elaphoglossoideae

Geslachten: Arthrobotrya · Bolbitis · Cyclodium · Elaphoglossum · Lastreopsis (incl. Trichoneuron) · Lomagramma · Maxonia · Megalastrum · Mickelia · Olfersia · Polybotrya · Rumohra · Stigmatopteris · Teratophyllum

Insertis sedis

Geslachten: Adenoderris · Coveniella · Dracoglossum · Revwattsia · Stenolepia